# 庞恰特雷恩湖
庞恰特雷恩湖（法語：Lake Pontchartrain，/ˈpɒntʃətreɪn/，法語發音：[lak pɔ̃ʃaʁtʁɛ̃] ⓘ）是美国密西西比河河口湾北岸的一个潟湖，面积1630平方公里，是仅次于大盐湖的美国第二大咸水湖。全湖属路易斯安那州管辖，南岸为都市新奥尔良。